# Bourovec březový
Bourovec březový (Eriogaster lanestris) je noční motýl z čeledi bourovcovitých, vyskytující se také na území České republiky.

## Rozšíření
Vyskytuje se na výslunných lesostepních biotopech s křovištními porosty trnek a bříz, často ve středních nadmořských výškách, také na vřesovištích. Sekundárně osidluje ovocné sady a stromořadí.

Ještě koncem 20. století byl považován za hojný druh, od té doby ale jeho počty trvale klesají. V Červené knize bezobratlých ČR (2017) je zařazen jako zranitelný druh.

## Popis

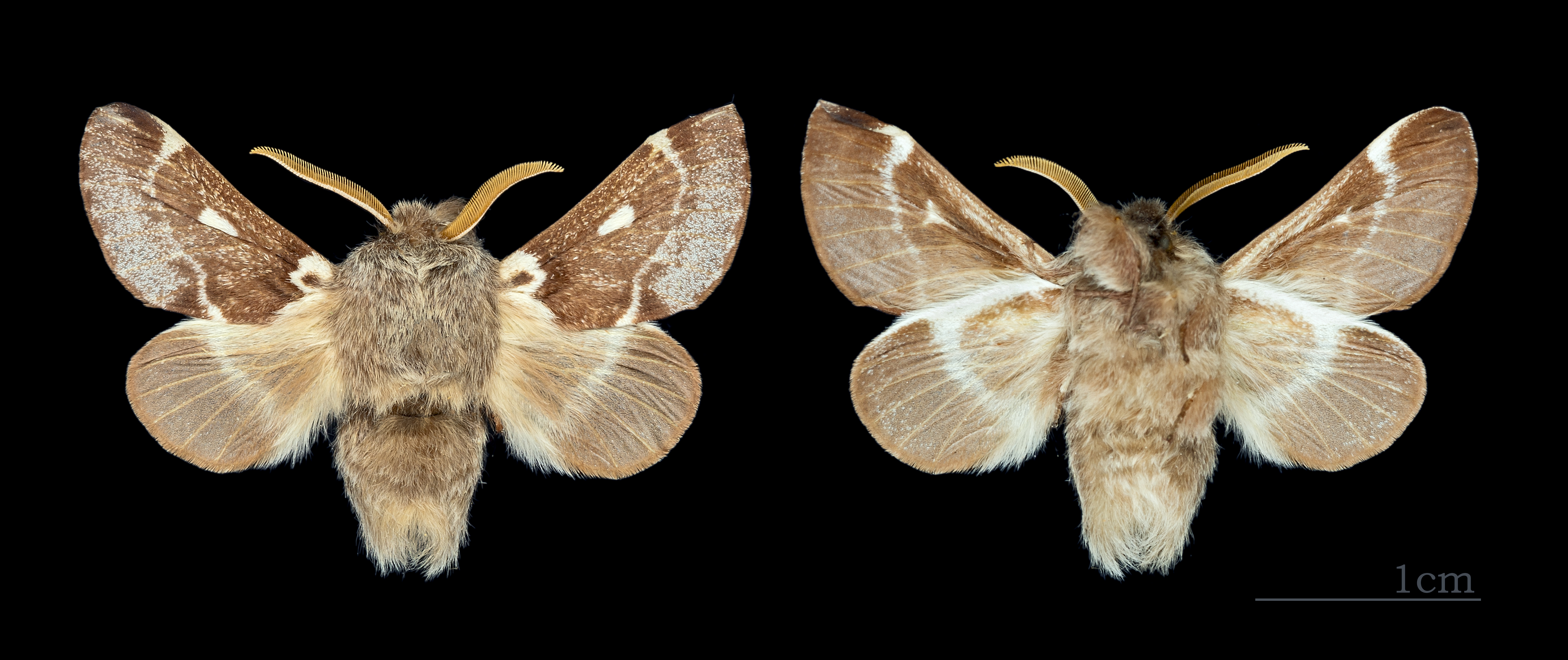
Sbírkový exemplář
(samec z líce a rubu)

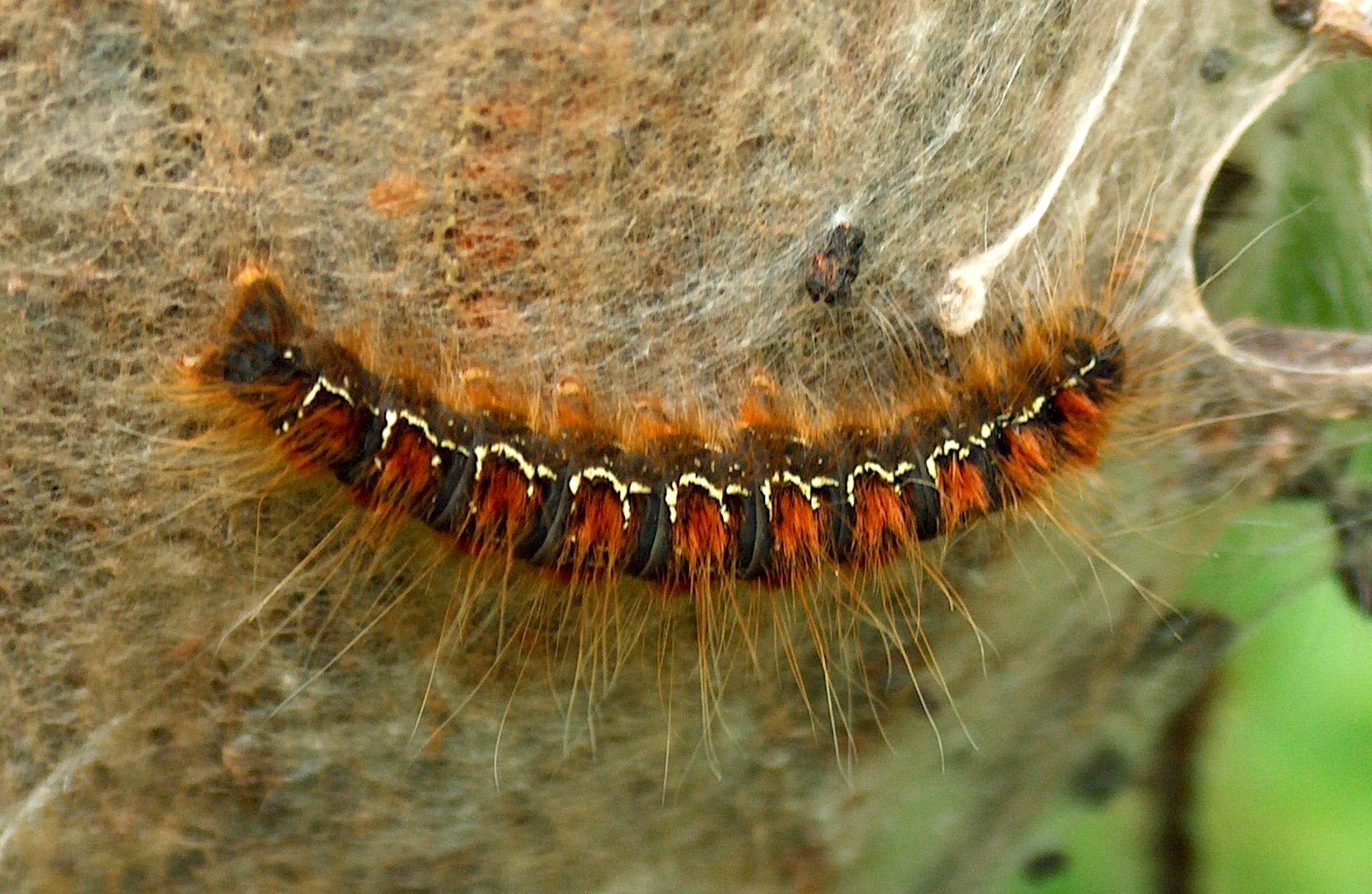
Housenka bourovce březového

Patří k menším bourovcům. Přední křídlo dosahuje délky 15–20 mm, přičemž samice jsou větší než samci. Základní barvou je červenohnědá až hnědá. Na předním křídle se nacházejí dvě bílé skvrny: jedna přibližně v polovině, druhá při kořeni. Skvrna při kořeni křídla má zpravidla hnědý střed. Ve vnější třetině křídla se nachází mírně zvlněná, okrouhlá, bělavá příčka. Zadní křídla jsou o něco světlejší než přední, také přes ně probíhá okrouhlá světlá příčka. Tělo a zadeček jsou tmavší, velmi hustě ochlupené. Obě pohlaví jsou ve zbarvení podobná, odlišují se zejména tykadly, která jsou u samiček jednoduchá, nitkovitá, zatímco u samců hřebenitá.
Vajíčka jsou uložena ve snůškách spirálovitě obtáčejících větvičky živných rostlin. Spirály nejsou tak kompaktní jako u bourovců rodu Malacosoma a jsou překryty hnědými chloupky.
Housenky jsou jemně chlupaté, v mládí černomodré, později černohnědé se dvěma řadami rezavých skvrn na hřbetě. Na bocích článků mají bělavé příčky.
Kukla je uložena v pevném, hnědém, soudkovitém zámotku pergamenového vzhledu.

## Bionomie

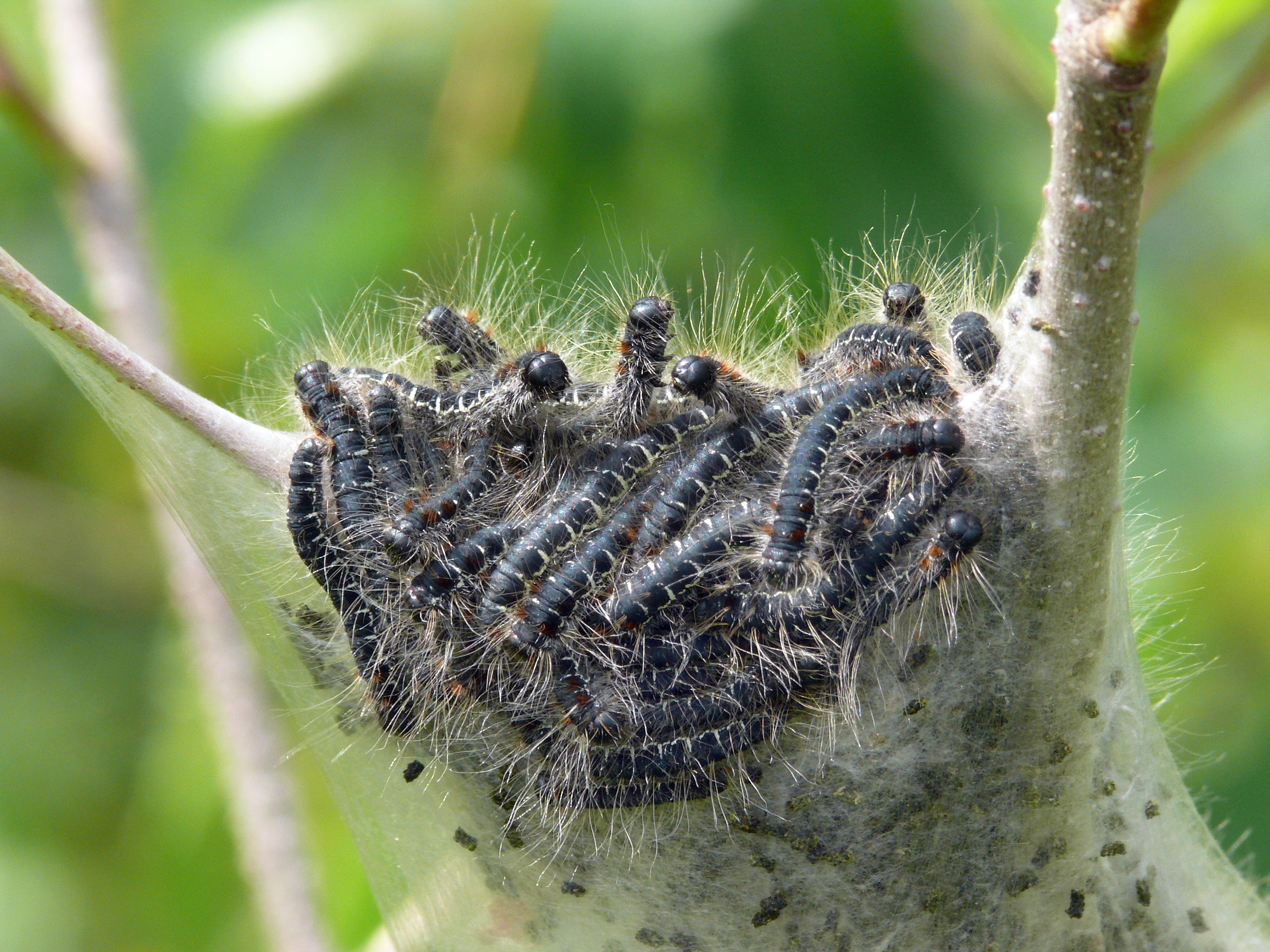
Mladé housenky v hnízdě

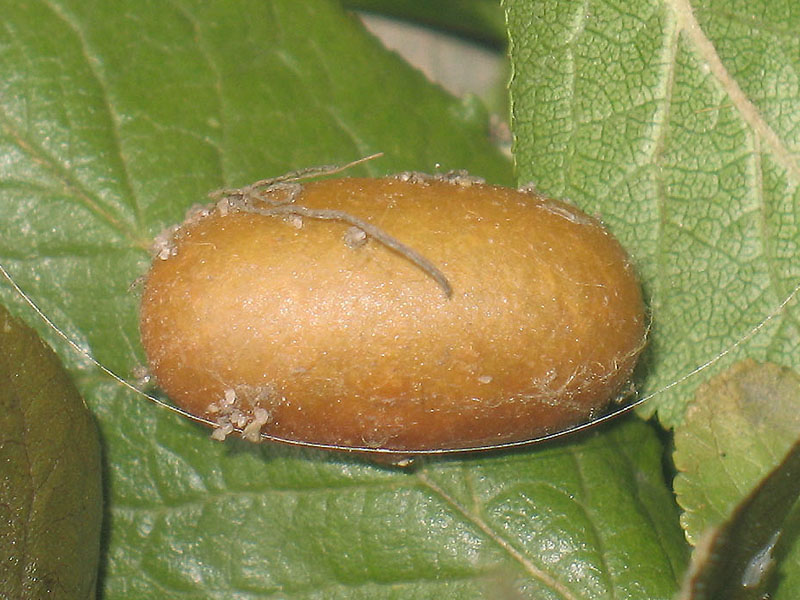
Zámotek, ukrývající kuklu

Ve střední Evropě vytváří jednu generaci, jejíž motýli se líhnou brzy na jaře a létají tak už v březnu a dubnu. V noci přilétají k umělým zdrojům světla. Samičky po oplodnění kladou vajíčka v rozvolněném spirálovitém útvaru okolo větvičky živné rostliny, přičemž snůšku kryjí chloupky ze spodiny zadečku.
Housenky se líhnou v květnu a ihned po vylíhnutí si upředou společné hnízdo, v němž zprvu žijí. Živnou rostlinou bývá nejčastěji bříza, hloh či trnka, v alejích pak také lípy, švestky či třešně. Housenky se během svého 5 týdnů trvajícího vývoje osamostatňují, v posledních fázích už žijí jednotlivě a jednotlivě se také kuklí na úrovni země, kde si spřádají zámotky.
Kukla je přezimujícím stádiem. Může dokonce přeležet i více než jednu zimu.